# 土蜘蛛 (能)
『土蜘蛛』（つちぐも）は、能楽作品のひとつ。『土蜘』と表記されることもある。室町時代の末期に制作されたと言われている鬼退治もので、蜘蛛の糸を投げつける演出で知られるが、これは明治時代に金剛唯一が考案したものである。能楽『大江山』同様、王土王民思想が見られる。

## あらすじ
源頼光に仕えているという胡蝶（女）は、重い病に苦しむ頼光のために典薬の頭から薬をもらい、館を訪ねた。頼光は人の命のはかなさを嘆き、自分自身も最後の時を待つばかりだと言っているが、胡蝶は頼光の弱気をなんとか励ましていた。深夜になって、僧のかっこうをした者が館を訪ねて来た。そして頼光に病気は私のせいであると言いながら近づき、千筋の蜘蛛の糸を投げかけて来た。頼光は蜘蛛の糸で苦しむも、枕元にあった名刀膝丸を抜いて切り付け、薙ぎ伏せてしとめたと思いきや、その姿は消えてしまった。頼光の異変を聞きつけ駆けつけた独武者に、それ迄の話を語り、膝丸の威徳によって化生の者が退散したので、これより膝丸を蜘蛛切と名付けると言った。独武者は太刀で斬りつけられた蜘蛛の血が流れているのを見つけ、このあとをたどって化生のものを退治してまいりますと言い従者を連れて追って行く。この国は土も気もすべてが大君のものであるから、鬼の宿るところは無いと言い、古塚の前に進み出て大音声で叫び塚を従者に崩させると、中から火炎や水で対抗してきた。やがて鬼神が姿を表し今度はおびただしい糸を投げかけて来て言うには、我は葛城山に年を経た土蜘蛛の精魂であり、君が代に障りを成さんと頼光に近づいたのであると言った。独武者は進み出て、大君の地に住みながら祟りをするから天罰として剣で切られたのだ、今度は命を絶たんといって、皆でいっせいに斬りつけた。土蜘蛛の精も次々と千筋の糸を投げかけて武士たちの手足を縛りつけて苦しめる。武者たちは、神国王土の恵みをたよりにと取りかこむや、土蜘蛛も剣の光を畏れるそぶりを見せる。その隙に何度も何度も斬りつけて、ついに土蜘蛛の首を打ち落とした。そして、喜び勇んで都へと帰って行った。

## 登場人物
- 前シテ  僧形の者
- 後シテ  土蜘蛛の精
- ツレ  源頼光
- ツレ  胡蝶
- ワキ  独武者
- ワキツレ  独武者の従者
- アイ  独武者の下人
- トモ  頼光の従者

## 全文（観世流の場合）
次第　胡蝶：『浮き立つ雲の行方をや。浮き立つ雲の行方をや。風の心地を尋ねん。
サシ　胡蝶：『これハ頼光の御内に仕え申す。胡蝶と申す女にて候。さても頼光例ならず。悩ませ給うにより。典薬乃頭より、御薬を持ち。只今頼光の御所へ、参り候。いかに誰か御入り候。
トモ　　　：『誰にて御座候ぞ
胡蝶　　　：『典薬の頭より、御薬を持ちて。胡蝶が参りたる由、御申し候へ
トモ　　　：『心得申し候。御機嫌を以って、申し上げう（ぎょう）ずるにて候
サシ　頼光：『此処に消え彼処に結ぶ水の泡乃。浮世に廻る身にこそありけれ。実にや人知れぬ心は重き小夜衣の。恨みん方もなき袖を。肩敷き佗ぶる思いかな
トモ　　　：『いかに、申し上げ候。典薬の頭より御薬を持ちて胡蝶の、参られて候
頼光　　　：『此方へ来たれと申し候へ。
トモ　　　：『畏まって候。　　此方へ御参り候へ。
胡蝶　　　：『いかに、、申し上げ候。典薬乃頭より御薬を持ちて、参りて候。御心地ハ何と、御入り候ぞ
頼光　　　：『昨日より心も弱り、身も苦しみて。今は期を待つばかりなり
カカル　胡蝶：『いやいやそれは苦しからず。病ハ苦しき習いながら。療治によりて療る事の。例は多き世乃中に
頼光　　　：『思ひも捨てず様々に
上歌　地謡：『色を盡して夜晝の。色を盡して夜晝の。境も知らぬ有様の。時の移るをも。覚えぬほどの心かな。実にや心を轉せずそのままに思ひ沈む身乃。胸を苦しむる心となるぞ悲しき
一セイ　シテ：『月清き。夜半とも見えず雲霧の。かかれば曇る心かな（、）。
シテ　　　　：『いかに頼光。御心地ハは何と、御座候ぞ
カカル　頼光：『不思議やな誰とも知らぬ僧形の。深更に及んで我を訪う。その名はいかにおぼつかな
シテ　　　：『愚かの仰せ候や。悩み給うも、我が背子が来べき宵なり、ささがにの
カカル　頼光：『蜘蛛のふるまひかねてより。知らぬと言ふになほ近づく。姿は雲の如くなるが
シテ　　　：『かくるや千筋の糸筋に
カカル　頼光：『五体をつづめ
シテ　　　：『身を苦しむる
上歌　地謡：『化生と見るよりも。化生と見るよりも。枕に在りし膝丸を。抜き開きちやうと（ちょうと）斬れば背くる處を続けさまに足もためず薙ぎ伏せつつ。得たりやおうとののしる声に。形は消えて失せにけり　形は消えて失せにけり　シテ中入（早鼓）
ワキ　　　：『御聲の高く聞え候程に、馳せ参じて候。何と申したる、御事にて候ぞ
頼光　　　：『いしくも早く、来る者かな。近う来り候へ語って、聞かせ候べし
頼光　語　：『さても、夜半ばかりの頃。誰とも知らぬ僧形乃来り我が心地を問ふ。何者なるぞと、尋ねしに。我が背子が来べき宵なり、ささがに乃。蜘蛛のふるまひかねて著しもと云ふ、古歌を連ね。即ち七尺ばかりの、蜘蛛となって。我に千筋の糸を、繰りかけしを。枕に在りし膝丸にて、切り伏せつるが。化生の者とてかき消すやうに（よう）、失せしなり。　これと申すも偏に剱乃、威徳と思へば。今日より膝丸を雲切と、名づくべし。なんぼう奇特なる、事にてハなきか
ワキ　　　：『言語道断。今に始めぬ君の御威光、剱乃威徳。かたがた以ってめでたき、御事にて候。また御太刀づけの跡を、見候へば。けしからず、血の流れ候。（、）この血をたんだへ。化生の者を退治、仕らう（ろう）ずるにて候
頼光　　　：『急いでまいり候へ
ワキ　　　：『畏って候　　ワキ中入（早鼓）
狂言　　　：立チシャベリアリ
一セイ　後ワキ　ワキツレ：『土も気も。我が大君の国なれば。何処か鬼の宿りなる
カカル　ワキ：『その時独武者進み出で。かの塚に向ひ。大音あげて言ふやう。これは音にも聞きつらん。頼光の御内にその名を得たる独武者。如何なる天魔鬼神なりとも。命魂を断たんこの塚を
地謡　　　：『崩せや崩せ人々と。呼ばわり叫ぶその聲に。力を得たる。ばかりなり
ノル　地謡：『下知に従ふ武士の。下知に従ふ武士の。塚を崩し。石を覆せば塚の内より火焔を放ち。水を出すといへども大勢崩すや古塚の。怪しき岩間の影よりも。鬼神の形ハ。現れたり
後シテ　　：『汝知らずや我昔。葛城山に年を経し。土蜘蛛乃精魂なり。なほ君が代に障りをなさんと。頼光に近づき奉れば。却って命を断たんとや
ノル　ワキ：『その時独武者。進み出で
地謡　　　：『その時独武者進み出でて。汝王地に住みながら。君を悩ますその天罰の。剱に当って悩むのみかは。命魂を断たんと手に手を取り組み懸かりければ。蜘蛛の精霊千筋の糸を繰りためて。投げかけ投げかけ白糸の。手足に纏はり五体をつづめて。倒れ臥しとぞ見えたりける　（働）
ワキ　　　：『然りとハいへども
地謡　　　：『然りとハいへども神国王地の恵みを頼み。かの土蜘蛛を。中に取り籠め大勢乱れ。懸りければ。剱乃光に。少し恐るる景色を便に斬り伏せ斬り伏せ土蜘蛛の。首打ち落し。喜び勇み。都へとてこそ。帰りけれ
不適切な仮名遣いや句読点の位置があるが、謡本の通りに記した。

## 作者・典拠
源頼光が登場する能楽は、他に『大江山』『羅生門』があるが、その『大江山』と『平家物語』の「剣巻」をもとに作られたと言われている。「剣巻」にある、七尺の異形の法師が病に伏せる頼光に綱をつけようとする場面、それに対して頼光が膝丸で応戦する場面、頼光の四天王が法師の血をたどって北野杜の古塚にいた土蜘蛛を鉄串で刺し殺して河原にさらす場面、膝丸を蜘蛛切と呼ぶようになったことなどが取り入れられたと見られている。また『大江山』には独武者が登場し、それらをあわせて『土蜘蛛』は作られている。この独武者は能楽における創作の人物と見られているが、近年、清少納言の兄である清原致信であるとする説もある。また、胡蝶は土蜘蛛の化身という見方もある。